# 神奈川海難救助隊
神奈川海難救助隊（かながわかいなんきゅうじょたい）は、神奈川県横浜市中区に本部を置く、日本の特定非営利活動法人(NPO)である。

## 概要
1967年に10人の隊員により、同好会として藤沢市江の島周辺での救難活動を開始したのが起こりである。1979年に任意団体となり、1999年に特定非営利活動法人として発足、2010年に国税庁、2015年に横浜市からそれぞれ特定非営利活動法人としての認定を受けた。
海難事故防止、海上安全パトロール、海洋環境保全を主な活動内容としている。